# 詹姆斯·斯旺
詹姆斯·斯旺（英語：James Swan，1974年7月6日—），澳大利亚男子拳击运动员。他曾代表澳大利亚参加1994年和1998年英联邦运动会拳击比赛，获得二枚铜牌。他也曾参加1996年和2000年夏季奥运会。